# 阿卜杜杰力力·麦提纳斯尔
阿卜杜杰力力·麦提纳斯尔（1990年1月5日—2014年6月16日），生于新疆维吾尔自治区策勒县，维吾尔族，个体医生、恐怖主义组织成员。
2012年2月，他受宗教极端思想影响加入恐怖组织，多次参加非法宗教活动和暴恐体能训练；该年5月，他伙同他人在恐怖组织内部杀害了两名不服从管理、欲退出组织的成员，又策划并实施暗杀乡干部未遂；6月，他接受上级指令制造并提供爆炸装置，导致一非法讲经点内儿童1死17伤。
2013年3月28日，新疆维吾尔自治区和田地区中级人民法院判决阿卜杜杰力力·麦提纳斯尔犯参加恐怖组织罪，判处有期徒刑10年，剥夺政治权利3年；犯故意杀人罪，判处死刑，剥夺政治权利终身；犯爆炸罪，判处无期徒刑，剥夺政治权利终身。决定执行死刑，剥夺政治权利终身。阿卜杜杰力力·麦提纳斯尔上诉至新疆维吾尔自治区高级人民法院。同年11月15日，新疆维吾尔自治区高级人民法院做出刑事裁定，驳回上诉，维持原判。
2014年6月10日，最高人民法院作出死刑复核裁定。16日，阿卜杜杰力力·麦提纳斯尔被处决。